# The Arch 1979–1980
The Arch 1979–1980 – 6-metrowa kamienna rzeźba autorstwa Henry’ego Moore’a znajdująca się w Kensington Gardens w Londynie. Został podarowany parkowi przez Moore’a w 1980 roku. Rzeźba została wykonana z trawertynu (sprowadzonego z północnych Włoch) i waży 37 ton.
Henry Moore wypowiedział się na temat swojej rzeźby:

Po wystawie w 1978 roku w Serpentine Gallery w Londynie, na której znajdowało się kilka dużych dzieł z Kensington Gardens, pojawiła się prośba o pozostawienie tam rzeźby na stałe, na co udzieliłem zgodę. Wydawało mi się, że Wielki Łuk był bardzo naturalny, zwłaszcza, że można go było zobaczyć odbitego w wodzie jeziora. Podczas wystawy wiele osób uważało, że rzeźba jest wykonana z marmuru, ale w rzeczywistości było to włókno szklane. Odlew został wykonany pierwotnie na moją wystawę w Forte di Belvedere we Florencji (1963), ze względu na trudność uzyskania brązu lub marmuru na miejscu. Aby można było go pozostawić jako stałą rzeźbę w Kensington Gardens, wyrzeźbiłem wersję z trawertynu, który jest bardzo trwałym materiałem.